# Puebla del Salvador
Puebla del Salvador település Spanyolországban, Cuenca tartományban. Puebla del Salvador Iniesta, Graja de Iniesta, Minglanilla és La Pesquera községekkel határos. Lakosainak száma 197 fő (2024).

## Népesség
A település népessége az utóbbi években az alábbiak szerint változott:
| Lakosok száma | 283  | 273  | 263  | 257  | 244  | 221  | 204  | 181  | 185  | 197  |
|               | 2001 | 2004 | 2006 | 2009 | 2011 | 2014 | 2016 | 2019 | 2021 | 2024 |